# Odynerus rubens
Odynerus rubens är en stekelart som först beskrevs av Henri Saussure.  Odynerus rubens ingår i släktet lergetingar, och familjen Eumenidae.

## Underarter
Arten delas in i följande underarter:
- O. r. guerinii
- O. r. neptunus